# 上多布林卡农村居民点 (日尔诺夫斯克区)
上多布林卡农村居民点（俄语：Верхнедобринское сельское поселение）是俄罗斯联邦伏尔加格勒州日尔诺夫斯克区所属的一个农村居民点。其下辖有2个居民点，行政中心为上多布林卡。据2016年统计，该农村居民点的人口为830人。